# فرنسيسكو كوينتيرو
فرنسيسكو كوينتيرو (بالإسبانية: Francisco Quintero)‏ (8 مارس 1923 في المكسيك - 1979) هو لاعب كرة قدم مكسيكي في مركز حراسة المرمى، شارك في الألعاب الأولمبية الصيفية 1948. ولعب مع نادي غوادالاخارا.

## وصلات خارجية
- فرنسيسكو كوينتيرو على موقع أوليمبيديا (الإنجليزية)